# Depew (New York)
Depew è un villaggio degli Stati Uniti d'America, situato nello stato di New York, nella contea di Erie.